# Scleria cyathophora
Scleria cyathophora är en halvgräsart som beskrevs av Richard Eric Holttum. Scleria cyathophora ingår i släktet Scleria och familjen halvgräs. Inga underarter finns listade i Catalogue of Life.